# Solinki
Solinki – wieś w Polsce położona w województwie lubelskim, w powiecie bialskim, w gminie Konstantynów.
W latach 1975–1998 miejscowość administracyjnie należała do województwa bialskopodlaskiego.
Wieś jest sołectwem w gminie Konstantynów. Według Narodowego Spisu Powszechnego z roku 2011 wieś liczyła 116 mieszkańców.
Wierni Kościoła rzymskokatolickiego należą do parafii św. Stanisława w Komarnie.

## Historia
W połowie września 1943 r. lokalna grupa AK przeprowadziła atak na kolejkę wąskotorową na odcinku Mariampol - Leśna Podlaska, przewożącą niewielki oddział żandarmów i żołnierzy z tzw. Ostlegionu. W wyniku akcji dwóch żołnierzy zabito, jednak jadący w wagonie żandarmi natychmiast otworzyli ogień, ciężko raniąc Stanisława Pankowskiego ps. „Sowa”. Rannego przekazano do aresztu policyjnego, a następnie do Gestapo w Białej Podlaskiej. Wkrótce władze okupacyjne zadecydowały o przeprowadzeniu akcji pacyfikacyjnej na wsie, podejrzane o ukrywanie partyzantów biorących udział w ataku na kolejkę. 
Dnia 27 września 1943 roku połączone siły Wehrmachtu, Schutzpolizei i żandarmerii otoczyły wsie: Solinki, Pasiekę, kol. Witolin, kol. Ossówkę i część wsi Komarno. Mieszkańców wypędzono z domów na drogę i pod eskortą poprowadzono w stronę wsi Ossówka, gdzie zostali zgromadzeni. Po wstępnym przesłuchaniu większość ludzi zwolniono - w tym wszystkie kobiety i dzieci. Ponad 50 mężczyzn (w tym 16 mieszkańców Solinek) zostało aresztowanych i odwiezionych do więzienia w Białej Podlaskiej. Po przeprowadzeniu śledztwa wszyscy zostali rozstrzelani w listopadzie i grudniu 1943 roku. 
Tydzień później, na początku października 1943 r. w Solinkach ponownie pojawiła się żandarmeria z zamiarem aresztowania pozostałych we wsi mężczyzn. Ponieważ jednak żadnego nie zastali, aresztowali trzy kobiety, z których biciem i torturami chcieli wydobyć informację o miejscu ich ukrycia. Aresztowane kobiety zginęły następnie w nieznanych okolicznościach.
Dnia 24 stycznia 1944 r. nad ranem do opustoszałych już niemal Solinek ponownie przybył oddział żandarmerii i podpalił wieś. Łącznie spłonęło wówczas 15 budynków.